# Tex Murphy: Overseer
Tex Murphy: Overseer är ett datorspel till Windows som släpptes 1998. Det utvecklades och publicerades av Access Software och är det femte spelet i spelserien Tex Murphy.

## Handling
Som i de andra Tex Murphy-spelen utspelas handlingen efter ett tredje världskrig i San Francisco. Staden har återuppbyggs och kallas New San Francisco och andra områden som Old San Francisco. Befolkningen är uppdelad som mutanter och människor kallas "Norms".
Spelet visas i flashbacks, det visas i två tidsramar. Året är 2043 och utspelas efter händelserna i The Pandora Directive. Spelet börjar med att Tex går på träff med sin flickvän Chelsee Bando. Tex berättar om sin förra flickvän Sylvia Linsky och händelserna i Mean Streets.

## Spelupplägg
Spelet är som sina föregångare där spelarem styr huvudpersonen i 3D-miljöer, man pratar med folk i form av dialogträd, letar efter ledtrådar och löser olika pussel. Spelet består delvis av videosekvenser.

## Uppföljare
Åren efter att Microsoft köpte upp Access Software försökte spelseriens skapare Chris Jones och Aaron Conners att återuppliva Tex Murphy-serien men fick inte av Microsofts ledning. 2008 fick de rättigheterna till serien och karaktärerna och under tiden startade företaget Big Finish Games. De anställde personerna som arbetade på Access Software.